# Mesnay
Mesnay és un municipi francès situat al departament del Jura i a la regió de Borgonya - Franc Comtat. L'any 2007 tenia 548 habitants.

## Demografia

### Població
El 2007 la població de fet de Mesnay era de 548 persones. Hi havia 224 famílies de les quals 64 eren unipersonals (24 homes vivint sols i 40 dones vivint soles), 72 parelles sense fills, 76 parelles amb fills i 12 famílies monoparentals amb fills.
La població ha evolucionat segons el següent gràfic:
Habitants censats

### Habitatges
El 2007 hi havia 280 habitatges, 226 eren l'habitatge principal de la família, 33 eren segones residències i 21 estaven desocupats. 252 eren cases i 28 eren apartaments. Dels 226 habitatges principals, 190 estaven ocupats pels seus propietaris, 30 estaven llogats i ocupats pels llogaters i 6 estaven cedits a títol gratuït; 5 tenien dues cambres, 25 en tenien tres, 59 en tenien quatre i 137 en tenien cinc o més. 174 habitatges disposaven pel capbaix d'una plaça de pàrquing. A 98 habitatges hi havia un automòbil i a 104 n'hi havia dos o més.

### Piràmide de població
La piràmide de població per edats i sexe el 2009 era:
| Homes | Edats   | Dones |
| ----- | ------- | ----- |
| 0     | 95 o +  | 0     |
| 0     | 90 a 94 | 4     |
| 0     | 85 a 89 | 4     |
| 8     | 80 a 84 | 4     |
| 12    | 75 a 79 | 24    |
| 12    | 70 a 74 | 12    |
| 8     | 65 a 69 | 16    |
| 28    | 60 a 64 | 20    |
| 4     | 55 a 59 | 12    |
| 32    | 50 a 54 | 12    |
| 8     | 45 a 49 | 8     |
| 16    | 40 a 44 | 8     |
| 24    | 35 a 39 | 20    |
| 20    | 30 a 34 | 28    |
| 16    | 25 a 29 | 16    |
| 8     | 20 a 24 | 8     |
| 20    | 15 a 19 | 16    |
| 16    | 10 a 14 | 16    |
| 36    | 5 a 9   | 28    |
| 28    | 0 a 4   | 20    |

## Economia
El 2007 la població en edat de treballar era de 341 persones, 249 eren actives i 92 eren inactives. De les 249 persones actives 243 estaven ocupades (126 homes i 117 dones) i 6 estaven aturades (3 homes i 3 dones). De les 92 persones inactives 33 estaven jubilades, 37 estaven estudiant i 22 estaven classificades com a «altres inactius».

### Ingressos
El 2009 a Mesnay hi havia 231 unitats fiscals que integraven 557 persones, la mediana anual d'ingressos fiscals per persona era de 18.841 €.

### Activitats econòmiques
Dels 15 establiments que hi havia el 2007, 1 era d'una empresa alimentària, 1 d'una empresa de fabricació d'altres productes industrials, 8 d'empreses de construcció, 1 d'una empresa de comerç i reparació d'automòbils, 1 d'una empresa d'hostatgeria i restauració i 3 d'empreses de serveis.
Dels 7 establiments de servei als particulars que hi havia el 2009, 2 eren paletes, 1 guixaire pintor, 3 fusteries i 1 electricista.
L'únic establiment comercial que hi havia el 2009 era una fleca.
L'any 2000 a Mesnay hi havia 17 explotacions agrícoles que ocupaven un total de 112 hectàrees.

## Poblacions més properes
El següent diagrama mostra les poblacions més properes.